# کشتار سنت برایس
کشتار سنت برایس کشتار همگانی برنامه‌ریزی‌شدهٔ دانمارکی‌ها بود که به دستور پادشاه اتلرد بدسگال در پاسخ به تهدیدی که جانش را نشانه می‌گرفت، در ۱۳ نوامبر ۱۰۰۲ در سرزمین تحت چیرگی‌اش روی داد.
اسکلت‌های بیش از ۳۰ مرد جوان که هنگام کنده‌کاری در کالج سنت جانِ آکسفُرد، در سال ۲۰۰۸ پیدا شد، شاید اسکلت برخی از کشته‌شدگان این رویداد باشد. خاستگاه این نام، «راهب بریس» اسقف سده پنجمی اهل تور که روز جشنش ۱۳ نوامبر است، می‌باشد.